# NGC 3816
NGC 3816 ist eine linsenförmige Galaxie vom Hubble-Typ S0 im Sternbild Löwe am Nordsternhimmel. Sie ist schätzungsweise 255 Millionen Lichtjahre von der Milchstraße entfernt.
Das Objekt wurde am 9. Mai 1864 von Heinrich d’Arrest entdeckt.